# Myrmeleon (Myrmeleon) exsanguis
Myrmeleon (Myrmeleon) exsanguis is een insect uit de familie van de mierenleeuwen (Myrmeleontidae), die tot de orde netvleugeligen (Neuroptera) behoort. 
Myrmeleon (Myrmeleon) exsanguis is voor het eerst wetenschappelijk beschreven door Walker in 1853.